# Friedrich Andreas Willfort
Friedrich Andreas (Fritz) Willfort (* 7. November 1879 in Wien; † 16. Oktober 1956 ebenda) war ein österreichischer Bauingenieur und langjähriger Generalsekretär des „Österreichischen Ingenieur- und Architektenvereins“. Der ÖIAV ist ein seit 1848 bestehender traditionsreicher Verein mit Hauptsitz in Wien. Zahlreiche bedeutende Ingenieure und Architekten zählten zu seinen aktiven Mitgliedern, u. a. Siegfried Marcus, Ferdinand Porsche, Victor Kaplan, Nikola Tesla, Carl Ritter von Ghega, Clemens Holzmeister

## Leben
Nach der Matura am Schottengymnasium Wien im Jahr 1897 studierte Willfort das Bauingenieurfach an der Technischen Hochschule Wien und legte 1904 die 2. Staatsprüfung ab. Während des Studiums absolvierte er ein Freiwilligenjahr in der k.u.k. Armee und wurde als Leutnant ausgemustert.
Von 1905 bis 1912 arbeitete er hauptberuflich als Bauingenieur beim Wiener Stadtbauamt. Zusätzlich war er wegen seiner außerordentlichen Sprachbegabung als Dolmetscher für die Wiener Bürgermeister Karl Lueger und Josef Neumayer tätig, wenn die Übersetzung von Fachgesprächen bei Auslandsbesuchen erforderlich war. Willfort beherrschte Englisch und Französisch perfekt. Vier weitere Fremdsprachen beherrschte er auf dem Niveau selbständiger Sprachausübung.
1912 begann seine Tätigkeit als Sekretär im ÖIAV, die 1914 durch die Einziehung zum Kriegsdienst unterbrochen wurde. Im Dezember 1914 geriet er an der Karpaten Front in russische Kriegsgefangenschaft und wurde bis 1921 in zentralasiatischen Lagern interniert. Über diese sechsjährige Gefangenschaft veröffentlichte er nach der Rückkehr in die Heimat im Braumüller Verlag Wien das „Turkestanische Tagebuch“. In diesem Buch schildert Willfort die beeindruckenden Überlebensstrategien in den Gefangenenlagern und die Kultur der zentralasiatischen Völker sowie die großartigen Landschaften in diesen Regionen.
Ab 1921 war er als Generalsekretär des ÖIAV tätig, dort oblag ihm u. a. die Schriftleitung der Vereinszeitschrift, in der zahlreiche wissenschaftliche Arbeiten und Fachbeiträge zu Themen der Architektur und Technik veröffentlicht wurden.
1928 war er mit einem österreichischen Baukonsortium im Iran zur Planung einer Eisenbahnlinie vom Kaspischen Meer zum Persischen Golf.
Im August 1938 wurde der ÖIAV vom NS-Regime aufgelöst und dem NS-Bund Deutscher Technik (NSBDT) eingegliedert. Willfort war dann bis zum Kriegsende als Bauleiter im Architekturbüro Kaym & Schlager tätig. Bereits im Mai 1945 wurde er zum kommissionarischen Verwalter zur Wiedererrichtung des ÖIAV bestellt. Vom 1. Jänner 1946 bis zu seiner Pensionierung am 30. Juni 1952 übernahm er neuerlich die Funktion des Generalsekretärs.

## Publikationen
- „Turkestanisches Tagebuch“. Copyright 1930 by Wilhelm Braumüller, Universitäts-Verlagsbuchhandlung, WienIX

- Fritz Willfort (Hrsg.): Bericht über die Feier des 75jährigen Bestandes des Österreichischen Ingenieur- u. Architekten-Vereines. 7. bis 11. Juni 1923. Verlag des Vereins, Wien 1923, OBV.
- F(ritz) Willfort (Hrsg.): Die Hundertjahr-Feier des Österreichischen Ingenieur- und Architekten-Vereines. 3. bis 8. Juni 1948. S.n., Wien 1948, OBV900943753 bzw. ISBN 978-3-900943-75-2, S. 208 (Völkerverständigung und Frieden).